# Museo de Arte de Cincinnati
El Museo de Arte de Cincinnati es un museo de arte en el barrio de Eden Park en Ohio. Fundado en 1881, fue el primer museo de arte construido específicamente al oeste de los Montes de Allegheny y es uno de los más antiguos de los Estados Unidos. Su colección de más de 67 000 obras que abarcan 6000 años de historia humana la convierten en una de las colecciones más completas del Medio Oeste de los Estados Unidos.
Los fundadores del museo debatieron ubicar el museo en Burnet Woods, Eden Park o el centro de Cincinnati en Washington Park. Charles West, el principal donante en los inicios del museo, emitió sus votos a favor de que Eden Park fuera su ubicación final. El edificio de estilo románico diseñado por el arquitecto de Cincinnati James W. McLaughlin se inauguró en 1886. Una serie de adiciones y renovaciones han alterado considerablemente el edificio a lo largo de sus años de historia.
En 2003 una adición importante, llamada Ala de Cincinnati, se agregó para albergar una exhibición permanente de arte creado desde 1788 para Cincinnati o por artistas de Cincinnati. El Ala de Cincinnatii incluye quince nuevas salas que cubren 18 000 pies cuadrados (1672,3 m²) de espacio bien equipado y 400 objetos. Los ángeles de Odoardo Fantacchiotti son dos de las piezas más grandes de la colección. Fantacchiotti creó estos ángeles para el altar mayor de la catedral de San Pedro en Cadenas a fines de la década de 1840. Fueron unas de las primeras esculturas europeas que llegaron a Cincinnati. El Ala de Cincinnati también contiene el trabajo de Frank Duveneck, Rookwood Pottery, Robert S. Duncanson, Mitchell & Rammelsberg Furniture y un reloj de caja alta de Luman Watson.

## Historia
A finales del siglo XIX, los museos de arte público eran todavía un fenómeno muy nuevo, especialmente en el oeste de Cincinnati. Tras el éxito de la Exposición del Centenario de 1876 celebrada en Filadelfia, la Asociación de Museos de Arte de Mujeres se organizó en Cincinnati con la intención de llevar esa institución a la región para beneficio de todos los ciudadanos. El entusiasmo por estos objetivos creció constantemente y en 1881 se incorporó la Asociación de Museos de Cincinnati. Al principio, el museo de arte se instaló temporalmente en el ala sur del Music Hall en Over-the-Rhine. Solo cinco años después, el 17 de mayo de 1886, se construyó el edificio del Museo de Arte en Eden Park. En noviembre de 1887, la escuela McMicken se trasladó al campus del museo recién construido y pasó a llamarse Academia de Arte de Cincinnati.

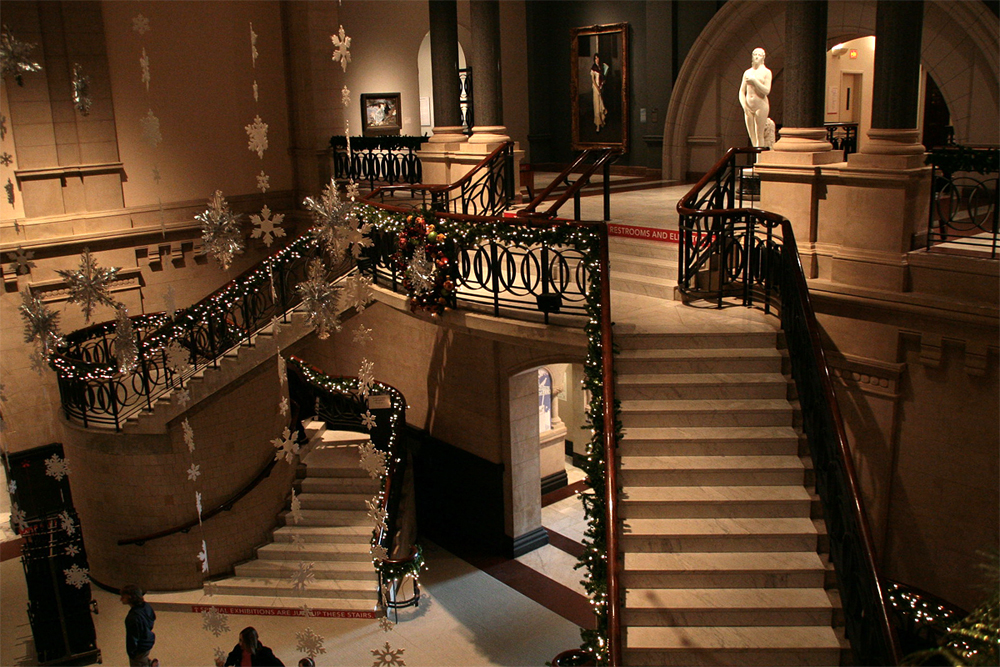
Interior del Museo de Arte de Cincinnati

El Museo de Arte de Cincinnati contó con el apoyo de la comunidad desde el principio. Las generosas donaciones de varios ciudadanos prominentes de Cincinnati, incluido Melville E. Ingalls, aumentaron la colección a decenas de miles de objetos, lo que pronto requirió la adición de la primera de varias expansiones del Museo de Arte.
En 1907 se inauguró el Ala Schmidlapp, que fue seguida por una serie de proyectos de construcción. La adición de las Alas Emery (llamado así por los filántropos de Cincinnati Thomas J. Emery y su esposa Mary Emery), Hanna y las Alas Francesas en la década de 1930, encerraron el patio y le dieron al Museo de Arte su forma rectangular actual y proporcionó el espacio en el que los estadounidenses, europeos y colecciones asiáticas se muestran actualmente.
Las renovaciones realizadas a fines de la década de 1940 y principios de la de 1950 dividieron el Gran Salón en dos pisos y se estableció la actual entrada principal. La finalización en 1965 del Ala Adams-Emery aumentó aún más los recursos de las instalaciones, agregando espacio para la colección permanente, salas de conferencias y de exposiciones temporales.
En 1993, un proyecto de US$ 13 millones restauró la grandeza de la arquitectura interior del Museo de Arte y descubrió detalles arquitectónicos ocultos durante mucho tiempo. Este proyecto incluyó la renovación de uno de los espacios emblemáticos del Museo de Arte, el Gran Salón. Además, se creó un nuevo espacio de galería y se mejoraron la iluminación y el control del clima. El espacio de exposición temporal del Museo de Arte se amplió a aproximadamente 10 000 pies cuadrados (929 m²) para albergar importantes exposiciones temporales. En 1998, la junta del museo decidió separar el museo de la Academia de Arte de Cincinnati.
A principios del siglo XXI, la colección del Museo de Arte contaba con más de 60 000 objetos y, en ese momento, era la más grande del estado de Ohio. En 2003, el Museo de Arte de Cincinnati profundizó sus lazos con la comunidad del Gran Cincinnati al abrir la popular y expansiva Ala de Cincinnati, la primera exhibición permanente de la historia del arte de una ciudad en la nación. Además, el 17 de mayo de 2003, el Museo de Arte eliminó para siempre su tarifa de admisión general, lo que fue posible gracias a la Fundación Lois y Richard Rosenthal. En 2005, la Academia de Arte de Cincinnati abandonó oficialmente el campus de Eden Park del museo y se trasladó a Over-the-Rhine.
En junio de 2020, Mount Adams, hogar del Museo de Arte de Cincinnati y el Cincinnati Playhouse en el Parque, estaba en proceso de renovación importante, incluido un nuevo espacio cívico y artístico al aire libre titulado "Art Climb". Art Climb incluye una escalera desde la acera cerca de la intersección de Eden Park Drive y Gilbert Avenue que conduce a la entrada del museo de arte. Art Climb, que consta de varios tramos de escaleras, abre los terrenos del museo, conecta el museo con sus vecinos y proporciona un espacio para incorporar obras de arte al aire libre.

## Colección
El museo de arte tiene pinturas de varios maestros europeos, entre ellos: Maestro de San Baudelio, Jorge Ingles, Sandro Botticelli (Judith con Jefe de Holofernes), Matteo di Giovanni, Domenico Tintoretto (Retrato del dux veneciano Marino Grimani ), Mattia Preti, Bernardo Strozzi, Frans Hals, Bartolomé Esteban Murillo (Santo Tomás de Villanueva ), Pedro Pablo Rubens (Sansón y Dalila ) y Aert van der Neer. La colección también incluye obras de Camille Corot, Pierre-Auguste Renoir, Camille Pissarro, Claude Monet (Rocks At Belle Isle ), Vincent van Gogh y Pablo Picasso. El museo también tiene una gran colección de pinturas del pintor estadounidense Frank Duveneck (Elizabeth B. Duveneck ).
La colección de Artes Decorativas y Diseño del museo incluye más de 7000 obras, incluidas obras de Paul de Lamerie, Karen LaMonte, Kitaro Shirayamadani, Jean-Pierre Latz y muchas más.

## Selecciones de la colección permanente

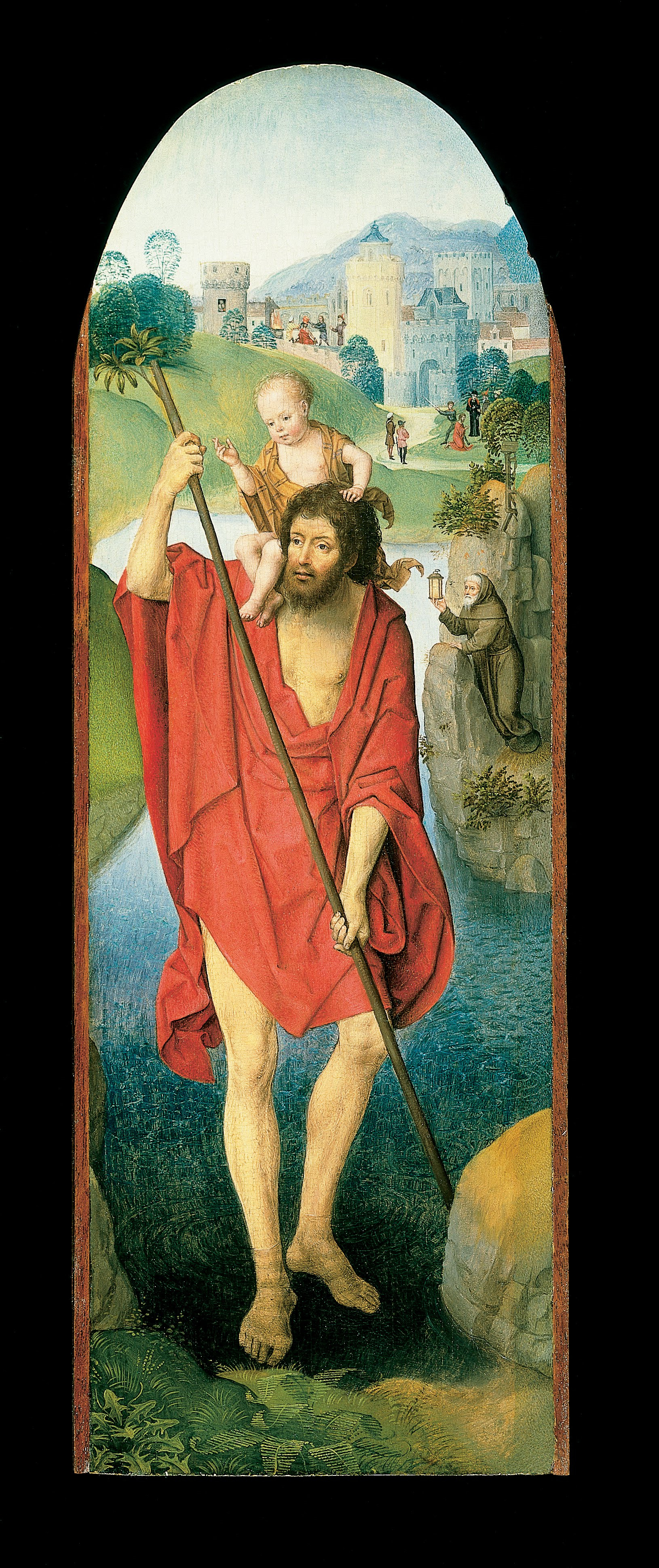
Hans Memling San Cristóbal (1433-1494)
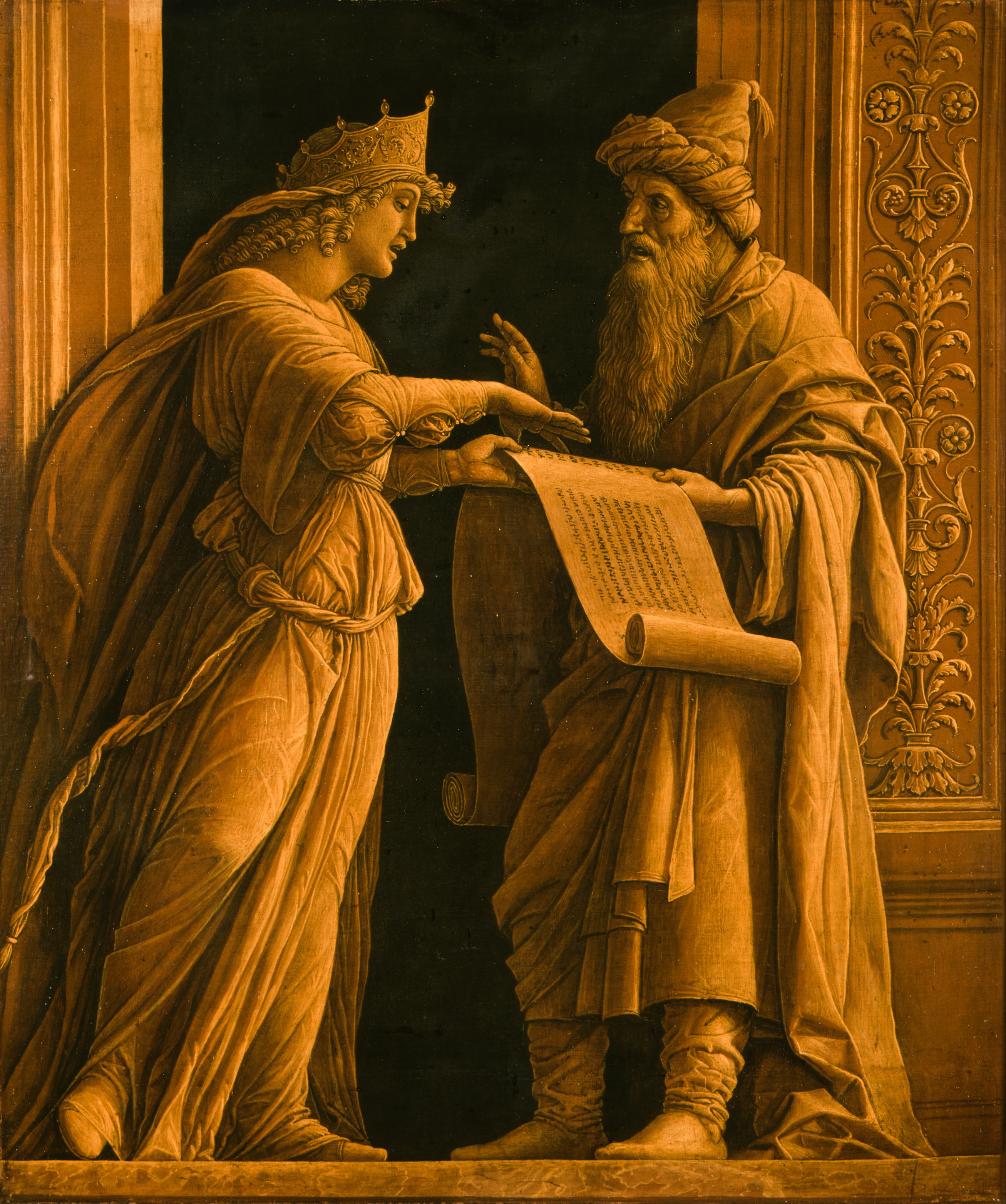
Andrea Mantegna A Sibyl and a Prophet (1495-1500)
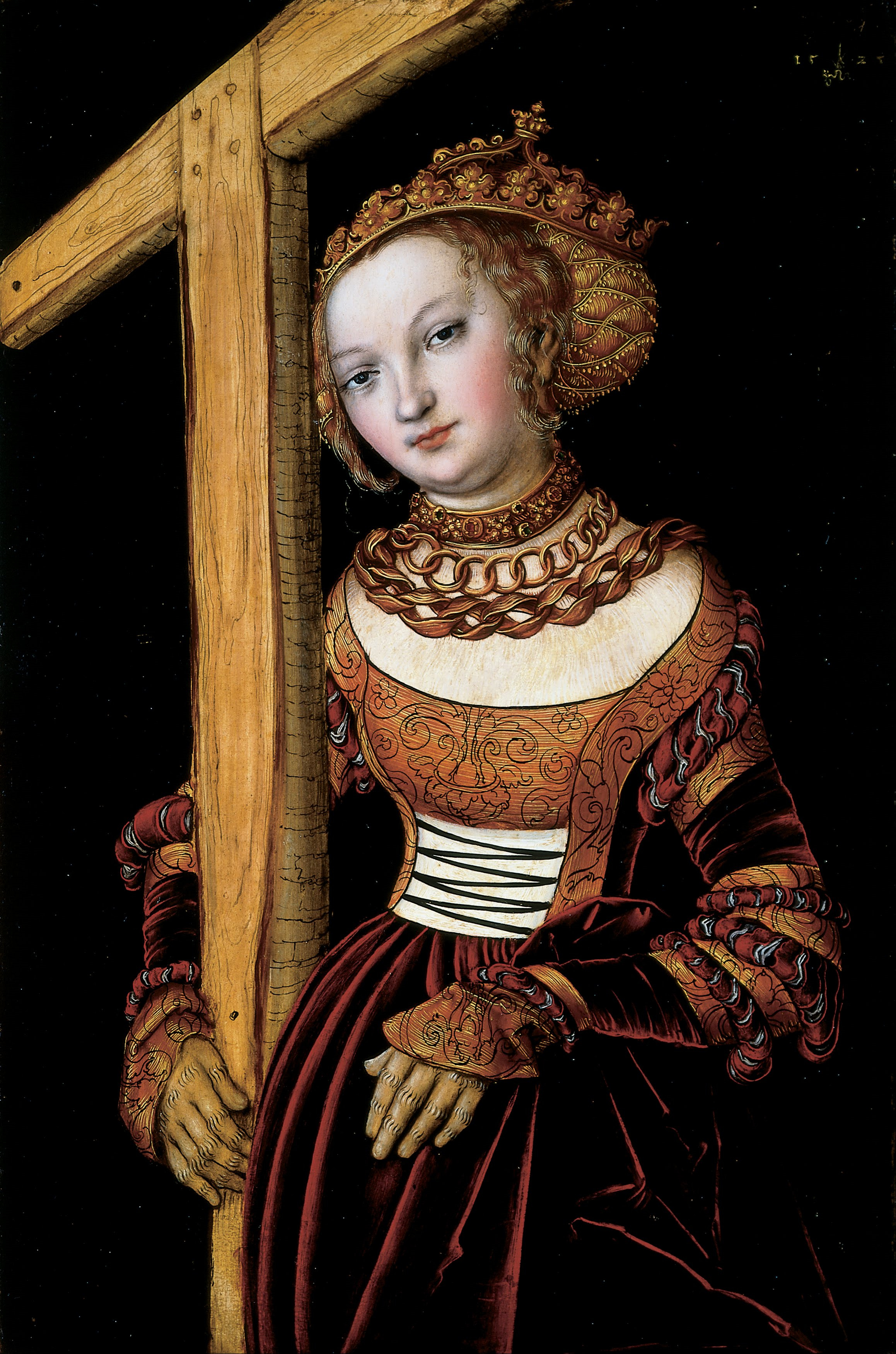
Lucas Cranach el Viejo Santa Elena con la Cruz (1525)
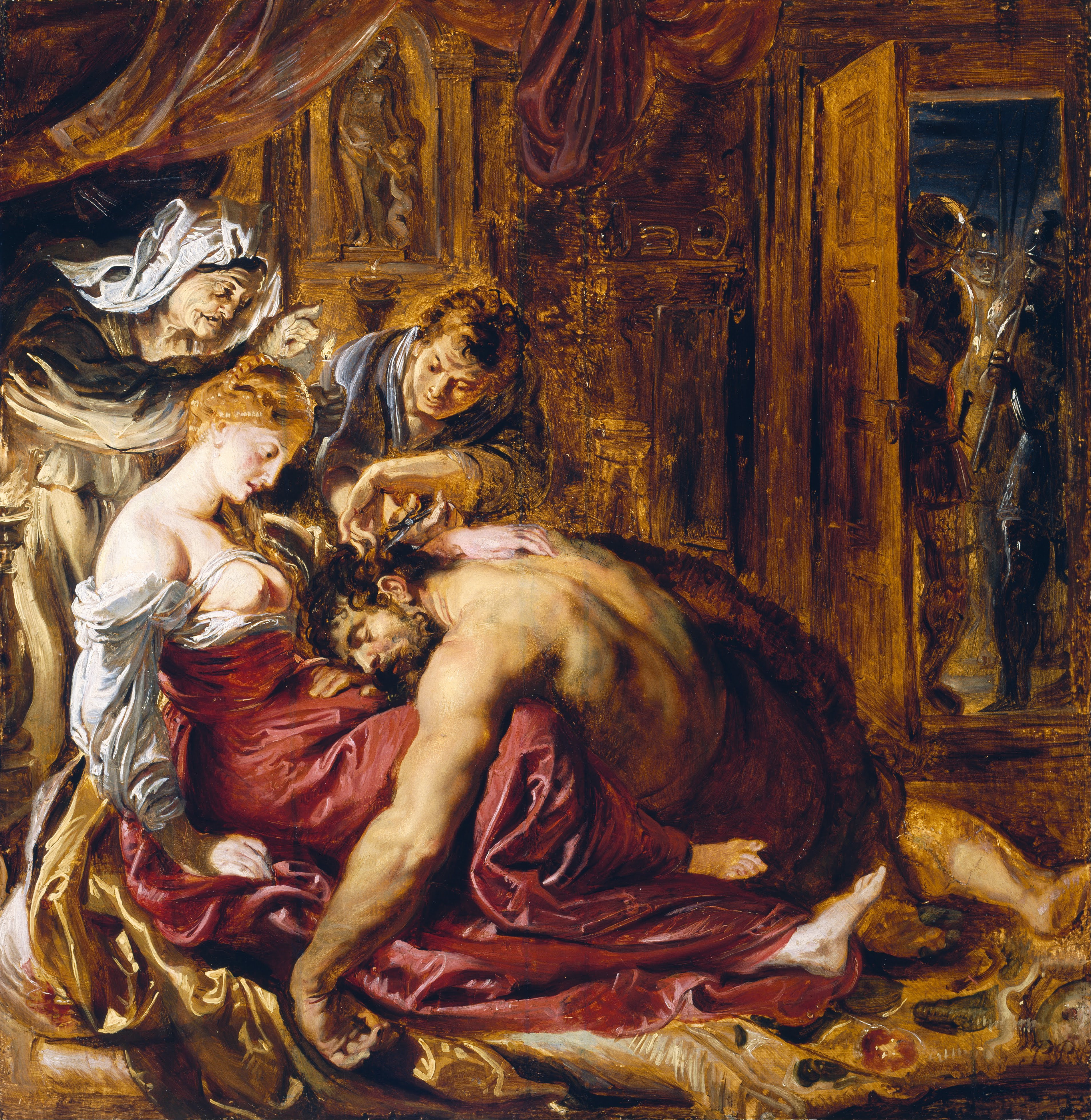
Pedro Pablo Rubens Sansón y Dalila (1604-1614)
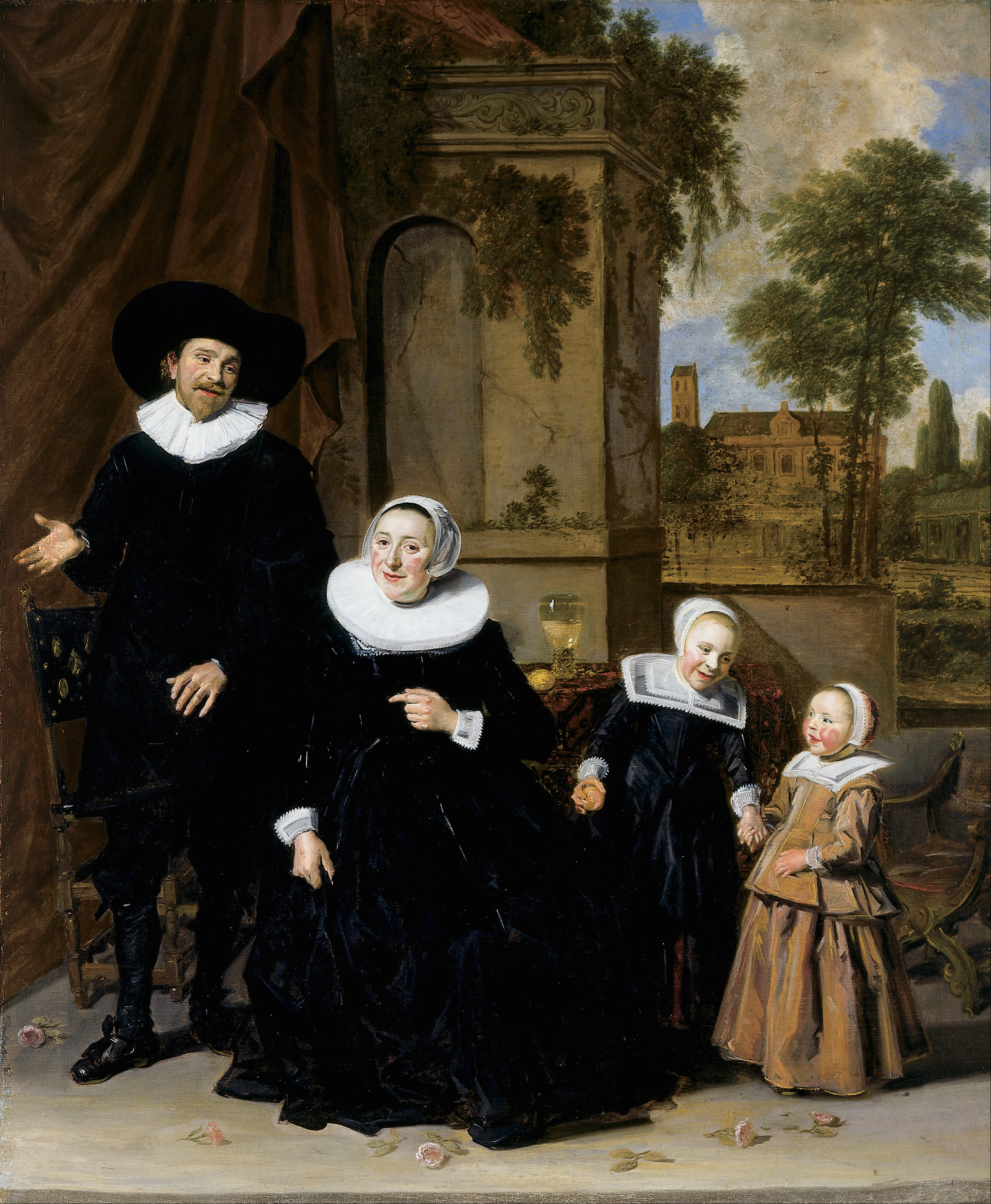
Frans Hals Retrato de una familia holandesa (1633-1636)
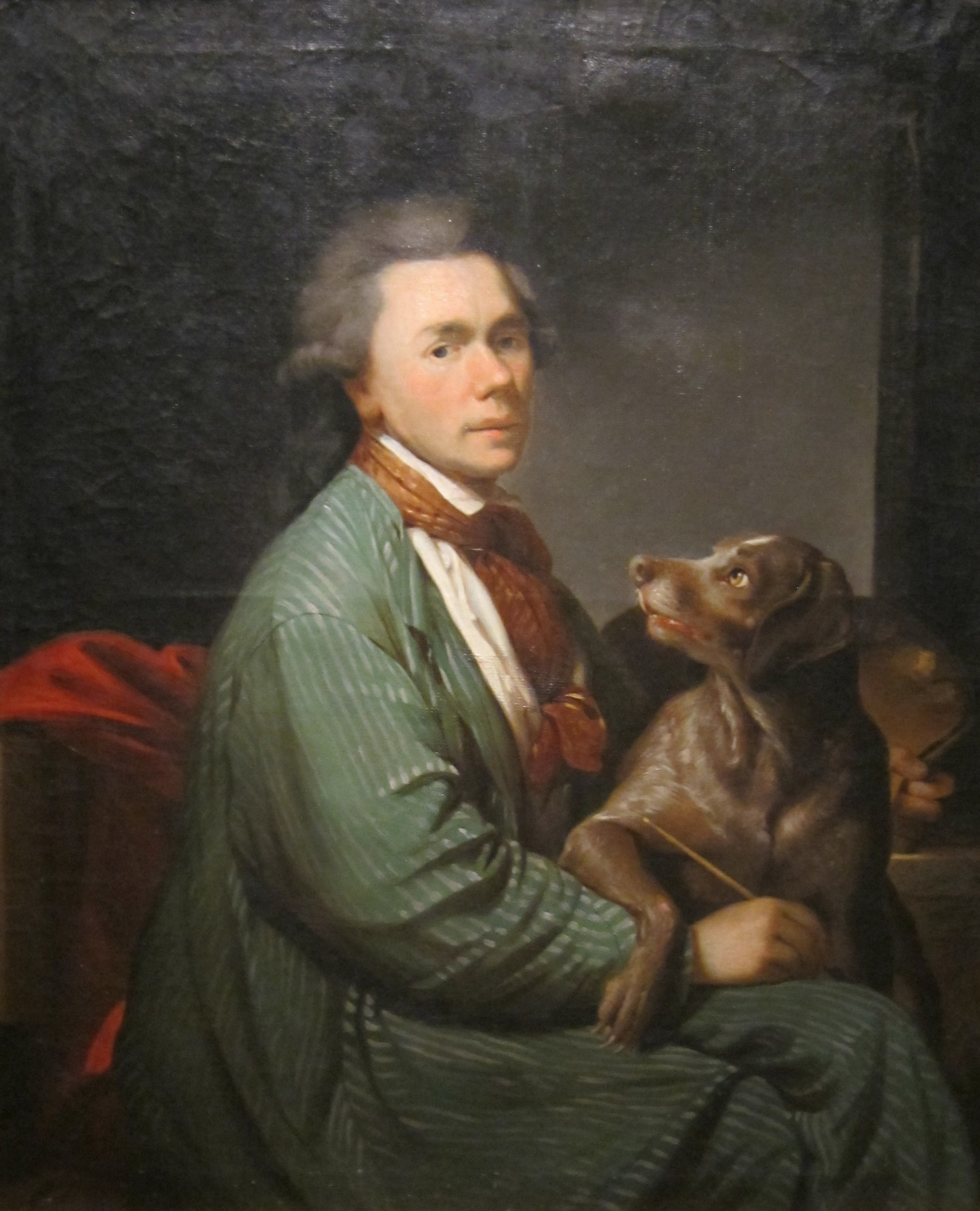
Martin Ferdinand Quadal Autorretrato (1788)
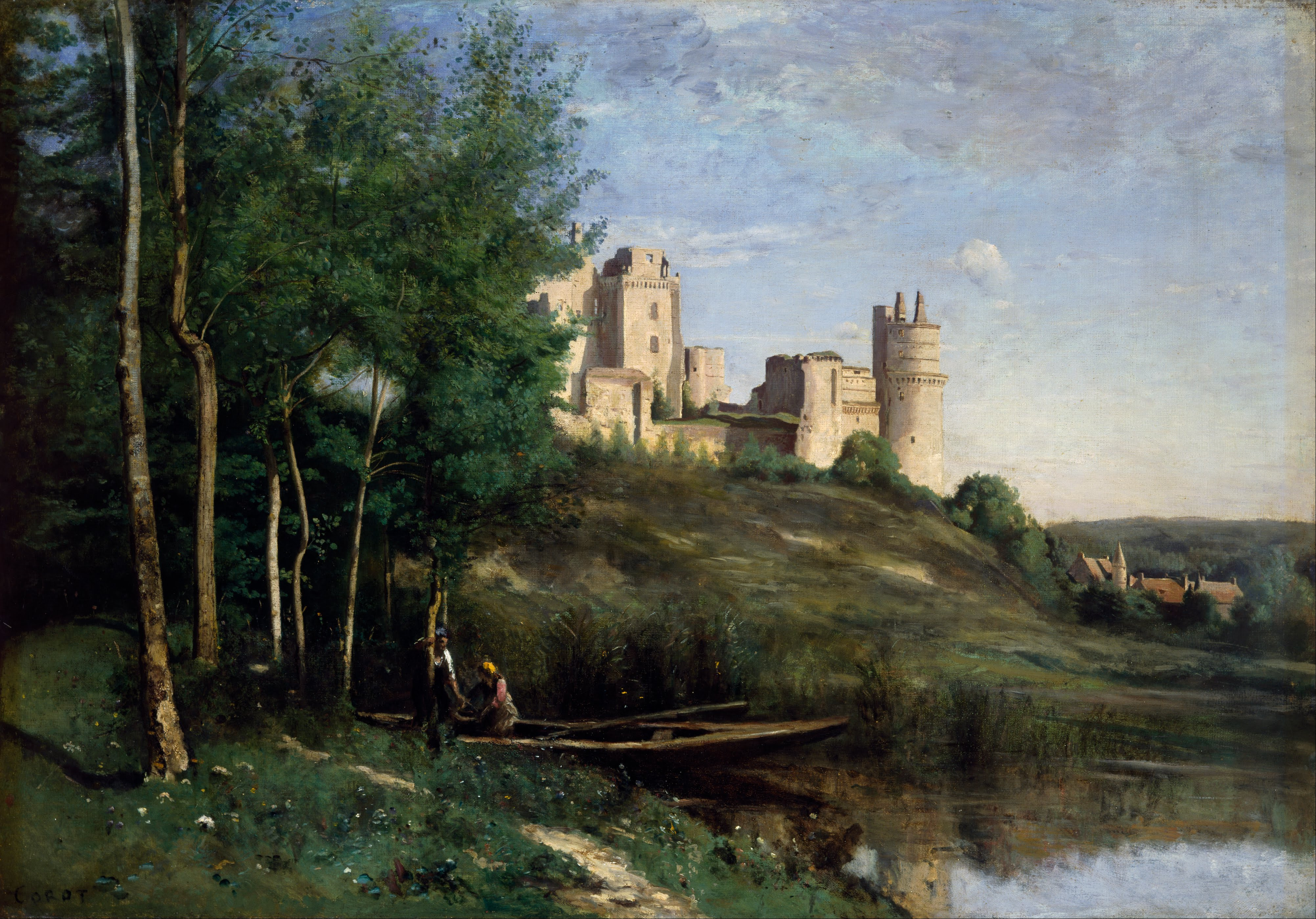
Camille Corot Ruinas del castillo de Pierrefonds (1825-1872)
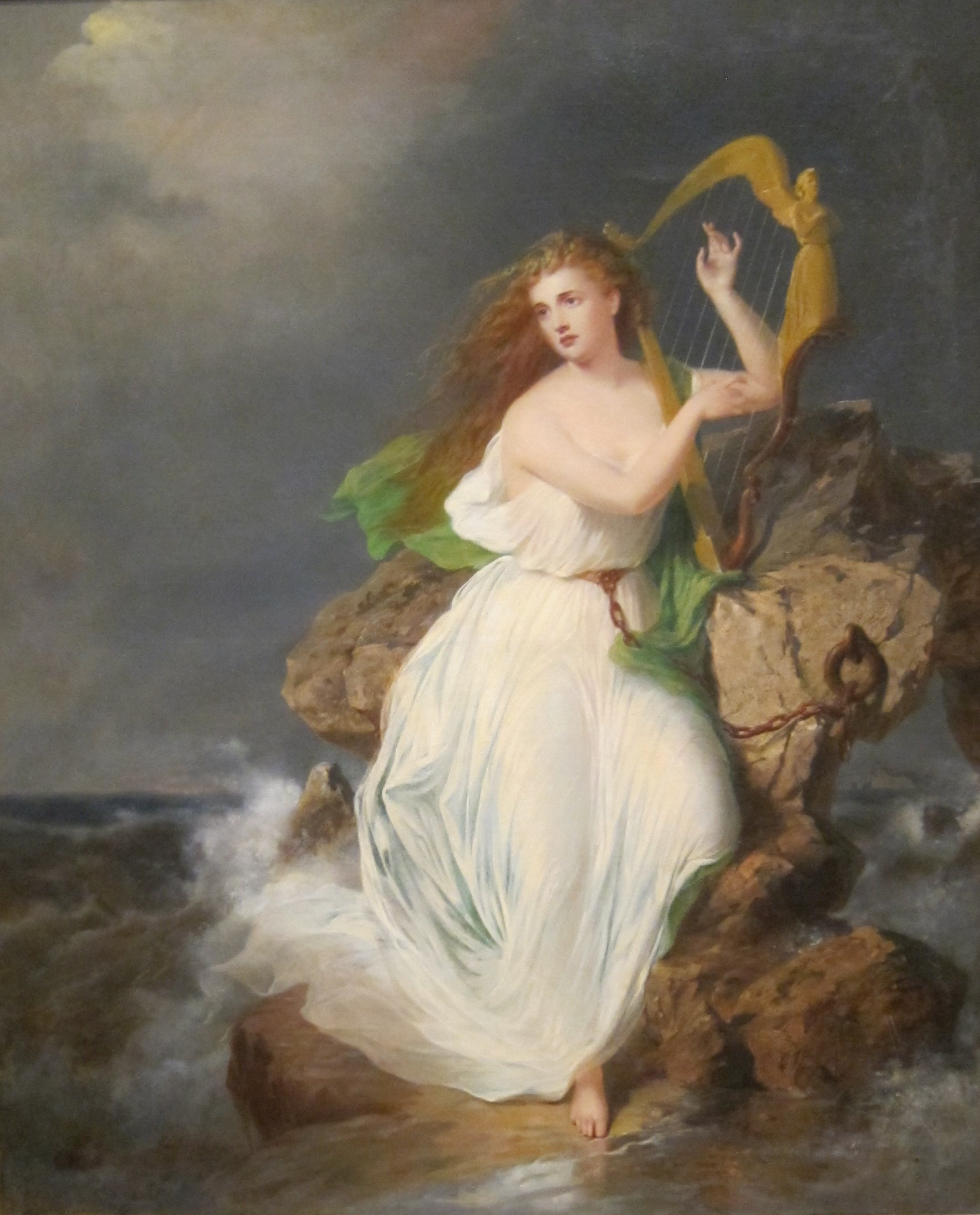
Thomas Buchanan Read El arpa de Erin (1867)
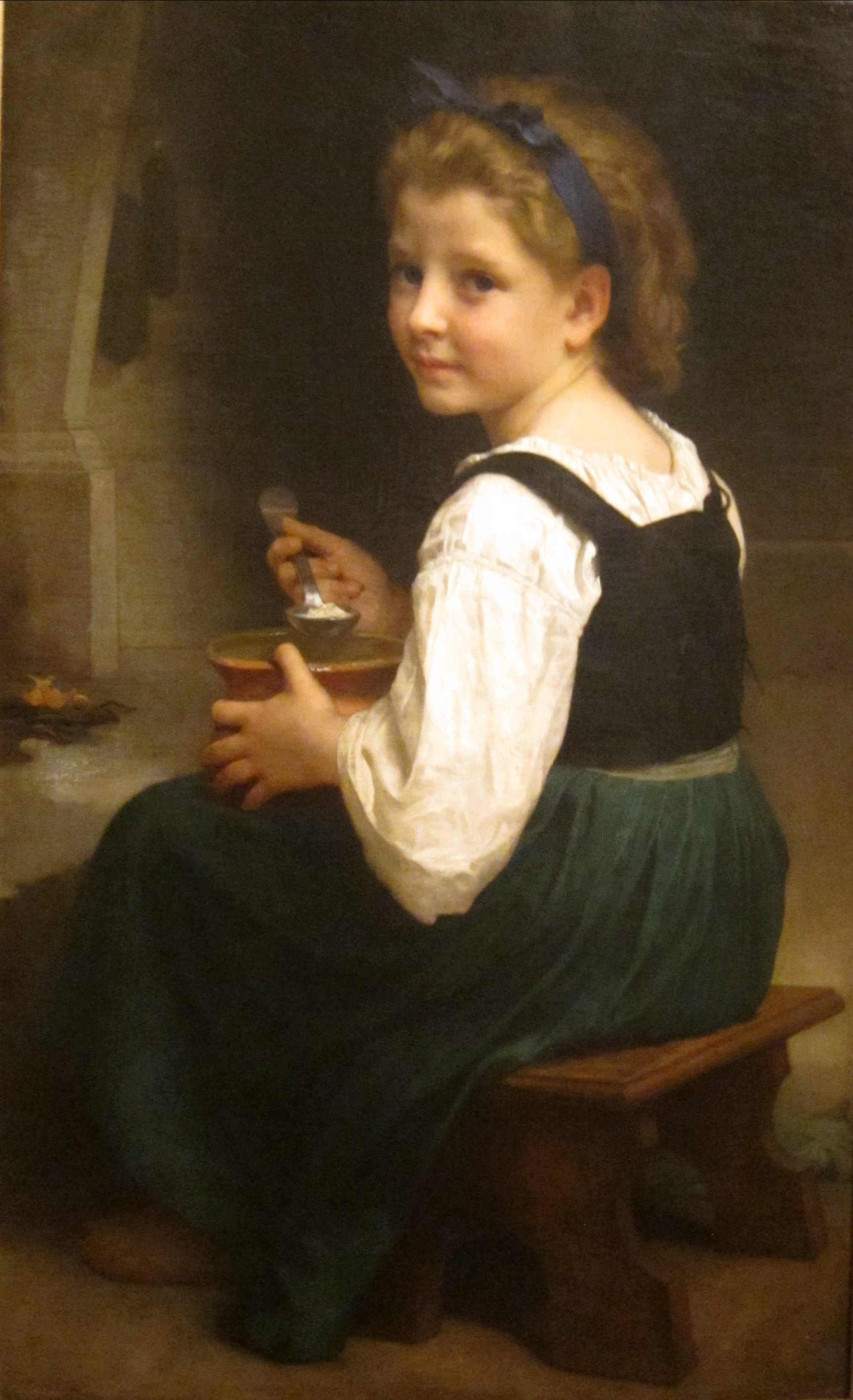
William-Adolphe Bouguereau Niña comiendo gachas (1874)
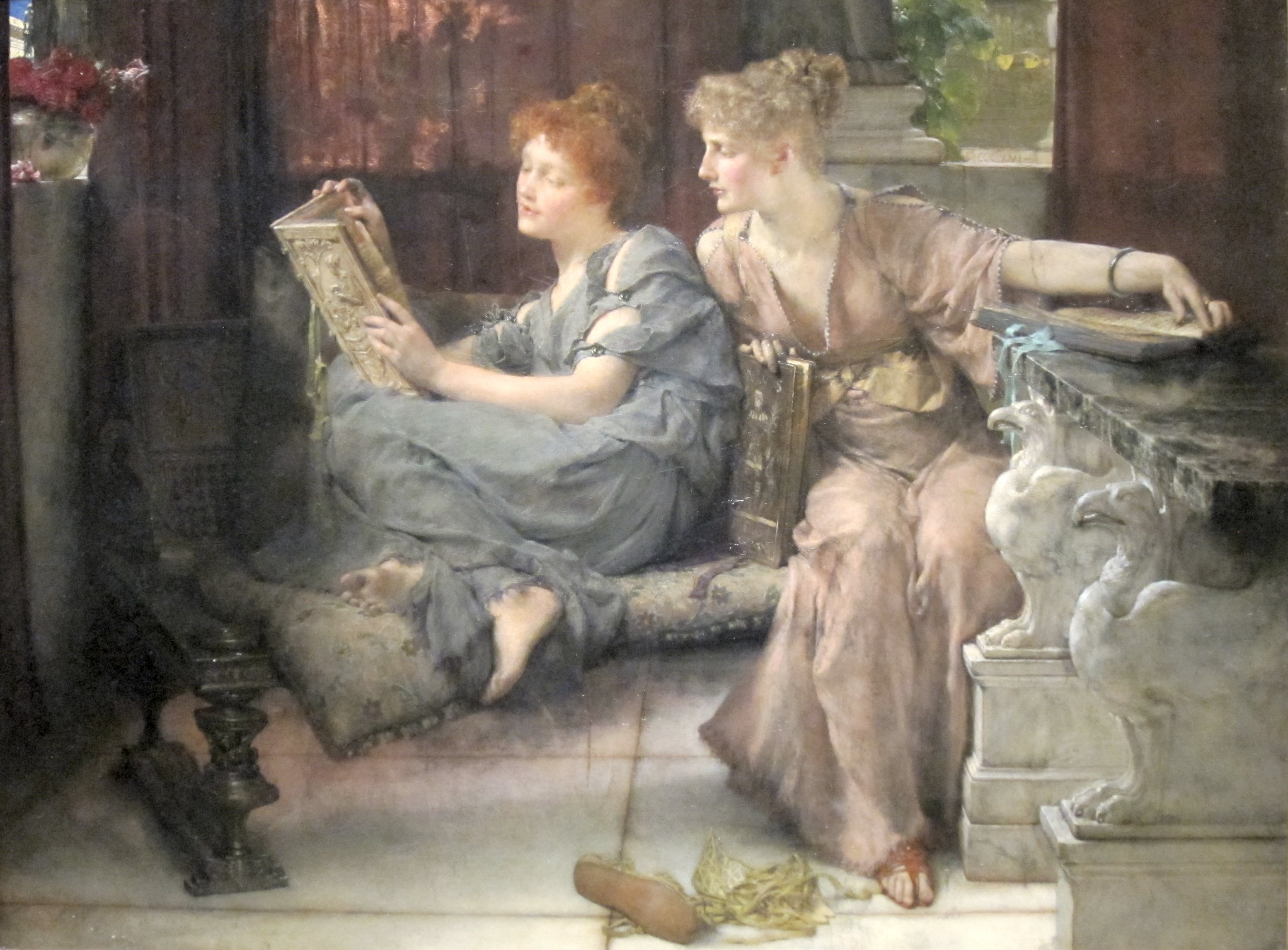
Lawrence Alma-Tadema Comparación (1892)
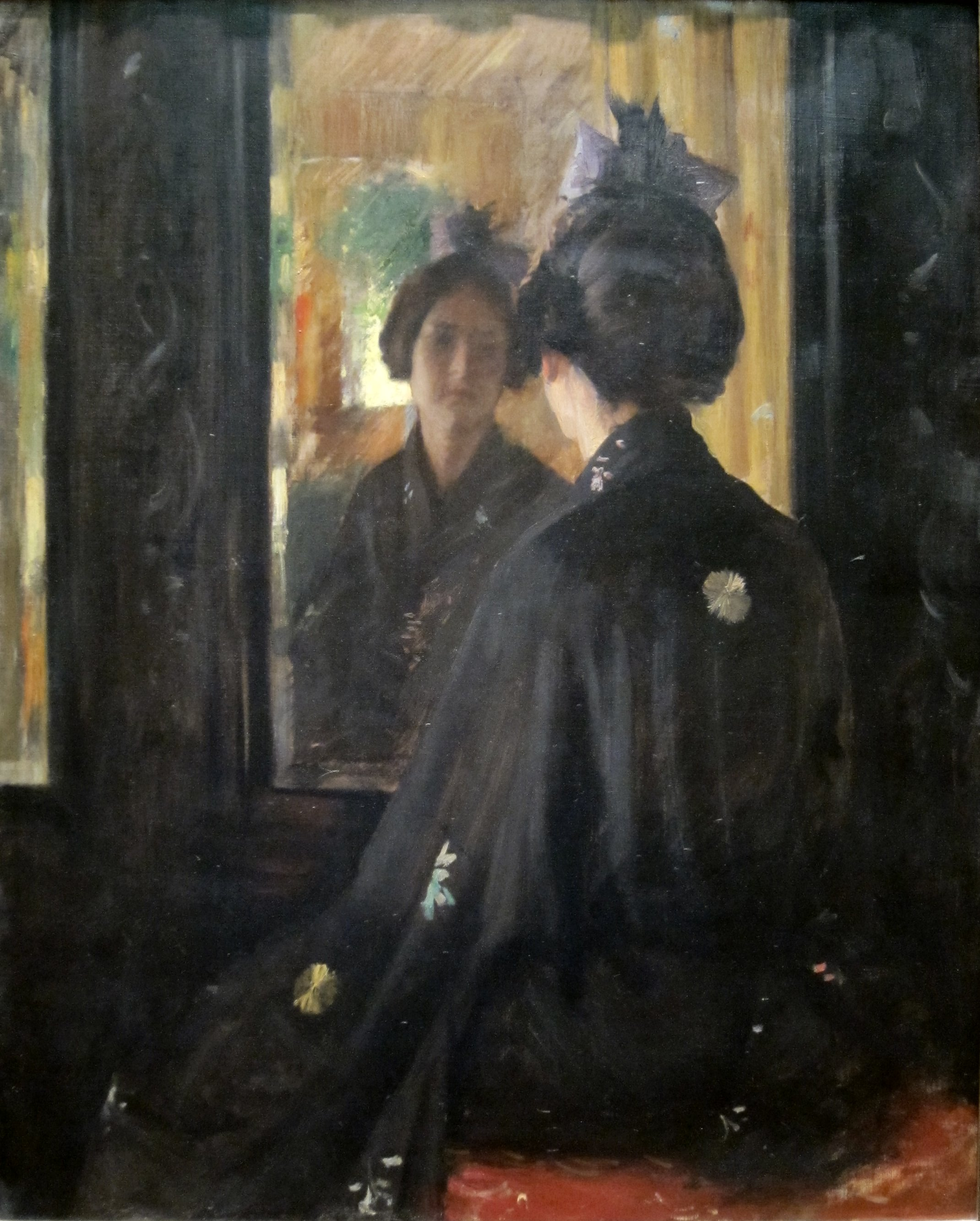
William Merritt Chase El espejo (circa 1900)
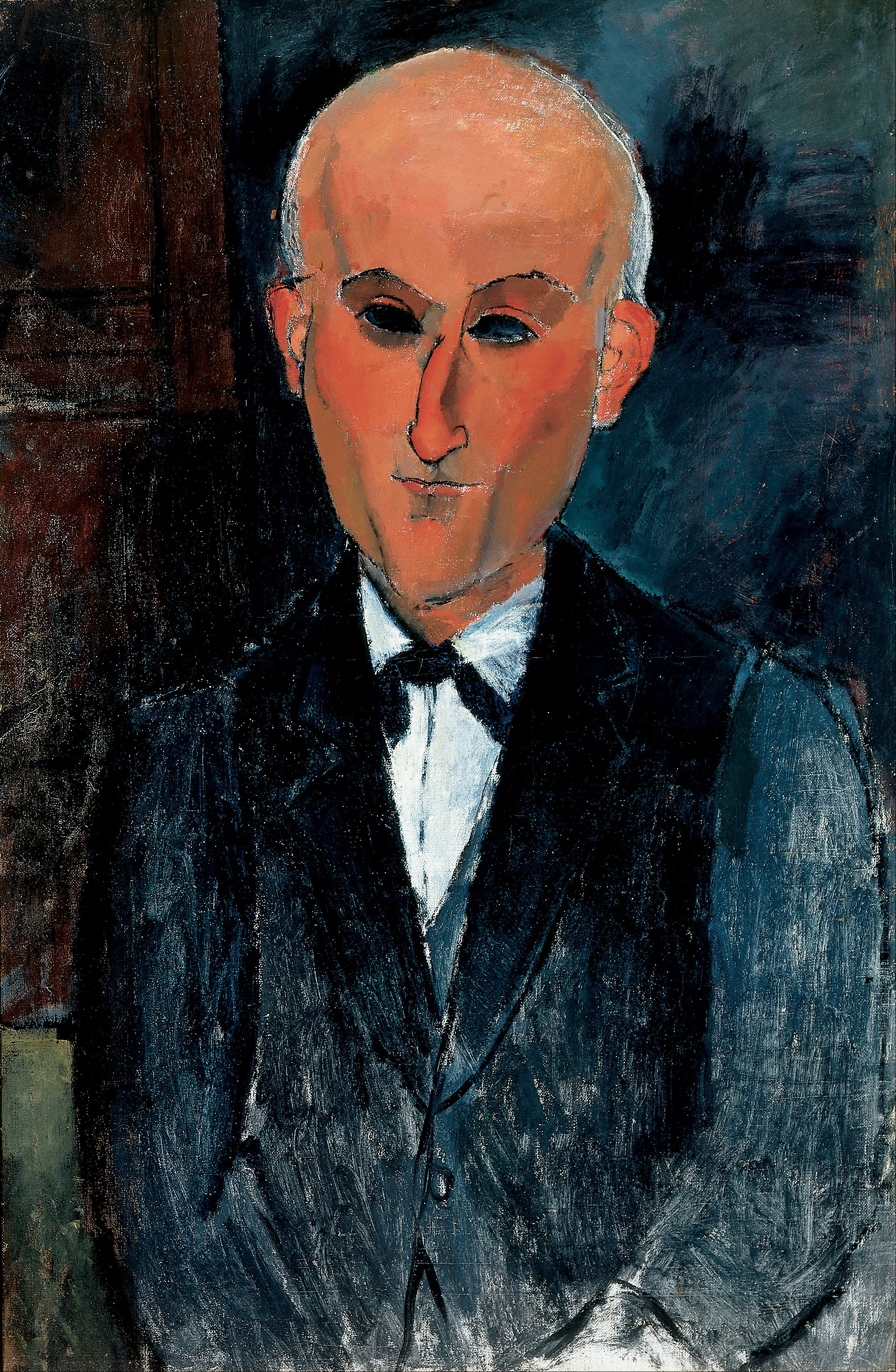
Amedeo Modigliani Retrato de Max Jacob (1911-1921)
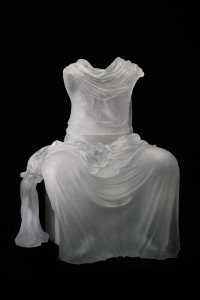
Karen LaMonte Impresión del vestido sentado con cortinas 2005
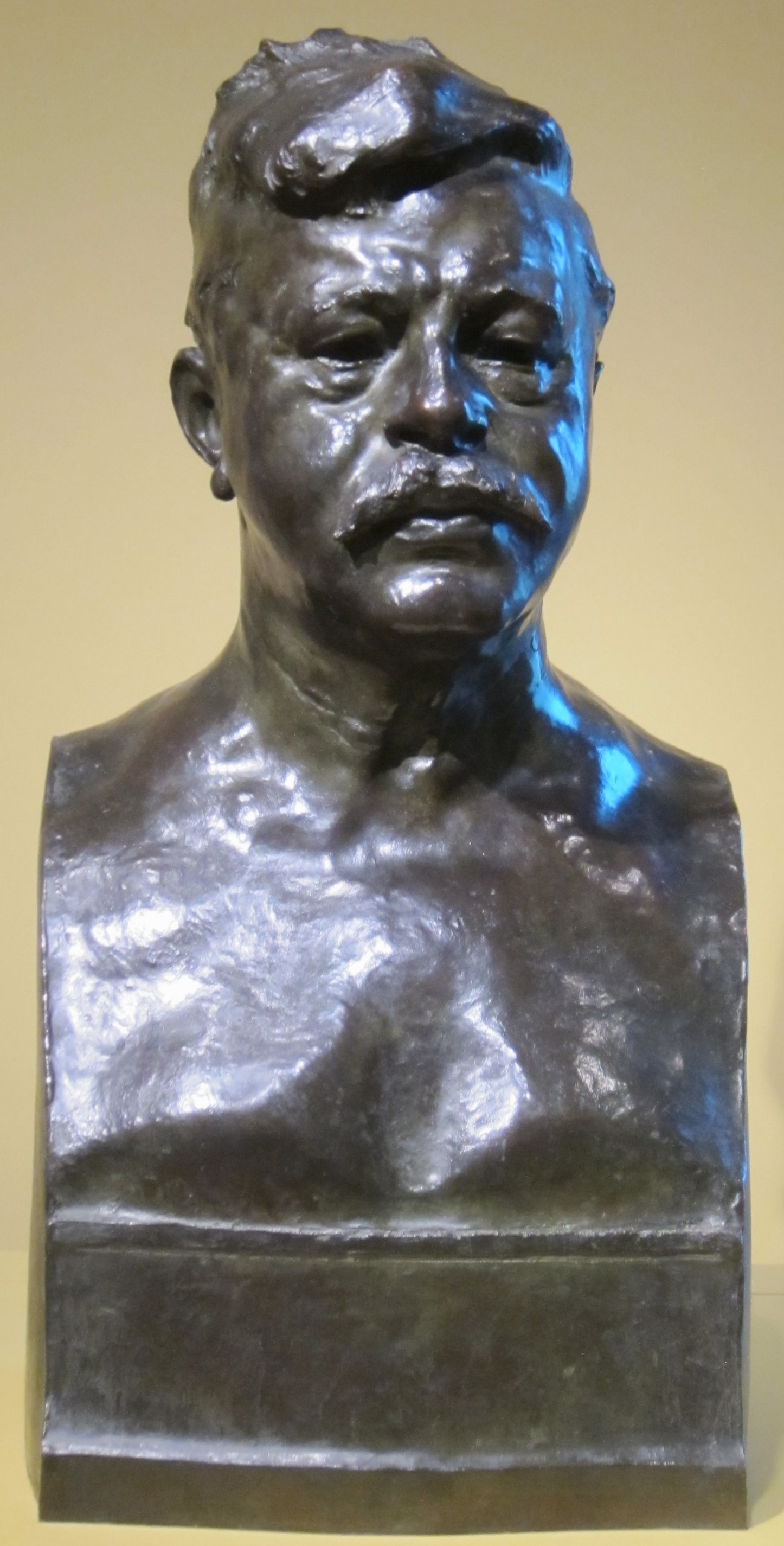
Charles Grafly Retrato de Frank Duveneck 1915

## Exposiciones
El Museo de Arte de Cincinnati encontró poco práctico gastar hasta US$ 2.5 millones al año en exhibiciones especiales, cuando tiene fondos sin explotar como carteles de circo y diseño contemporáneo holandés. Como resultado, en 2010 el museo montó “See America”, nueve pequeños espectáculos que destacaron diferentes partes del país a través de la colección del museo. La asistencia al museo ha aumentado en un 30 por ciento desde que comenzó a enfatizar su colección permanente.

## Gestión

### Admisión y horario de atención
La entrada general es siempre gratuita a las 73 salas de la colección permanente del Museo de Arte de Cincinnati y al centro interactivo de la familia del museo, gracias a la Fundación Richard y Lois Rosenthal, la Fundación Thomas J. Emery y una fundación establecida por la Corporación Financiera de Cincinnati / Compañías de seguros de Cincinnati. Es posible que se apliquen tarifas del programa educativo a adultos y niños. El precio de exhibición especial varía.
El Museo de Arte, ubicado en 953 Eden Park Drive en Eden Park, está abierto de martes a domingo de 11 a. m. hasta 5 p. m. y los jueves de 11 a. m. hasta 8 p. m. El aparcamiento es gratuito todos los días.

### Fondos
Para 2011, la dotación del museo se redujo a alrededor de US$ 70 millones desde alrededor de $ 80 millones en 2008. La dotación pronto se recuperó a los niveles anteriores a la recesión, valorados en 87 millones de dólares en 2014.